# Legione croata
La Legione croata autotrasportabile era un'unità straniera del Regio Esercito italiano, formata nel 1941, inquadrata prima nel Corpo di spedizione italiano in Russia e poi nell'8ª Armata.
In lingua croata l'unità era denominata Lako prevozni zdrug, ovvero "Brigata leggera motorizzata", mentre con la denominazione Hrvatska legija (corrispondente all'italiano "Legione croata") i croati designavano l'insieme dei loro reparti aggregati al Regio Esercito ed alla Wehrmacht.

## Storia

### Formazione

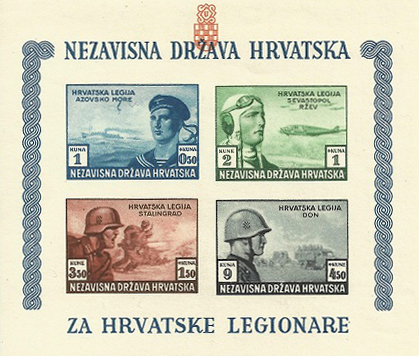
Foglietto di quattro francobolli dello Stato Indipendente di Croazia, ognuno celebrante una delle quattro branche della Hrvatska legija. Il francobollo in basso a destra è dedicato alla Legione croata autotrasportabile, impegnata sul fronte del Don.

Dopo l'occupazione della Croazia da parte di tedeschi ed italiani, in Croazia venne creato lo Stato Indipendente di Croazia, uno stato satellite dell'Asse assegnato formalmente a Aimone di Savoia-Aosta (con il nome di Tomislavo II) ma sotto il controllo reale dei nazionalisti Ustascia.
Il nuovo stato aveva un proprio esercito, che nel 1943 era formato da 130 000 soldati. Rispondendo all'appello alla crociata anti-comunista del poglavnik Ante Pavelić, molti regolari e volontari croati si arruolarono nelle truppe straniere nella Wehrmacht. Da un primo reggimento costituito nel luglio 1941, il Verstärktes (kroatisches) Infanterie-Regiment 369, la Hrvatska legija arrivò a fornire ai tedeschi nel 1943 tre divisioni di fanteria (la 369., la 373. e la 392. Infanterie-Division (kroatische)), un reparto di marina (Hrvatskog pomorska sklopa Crno more) ed un reparto aeronautico aggregato alla Luftwaffe (Kroatische Luftwaffen-Legion in tedesco).
Gli italiani, considerando la Croazia una propria zona di influenza, ritennero di procedere ad un'analoga iniziativa per la costituzione di un'unità croata da impiegare sul fronte russo come riserva di corpo d'armata. Grazie al lavoro della Missione Militare Italiana in Croazia del generale Giovanni Battista Oxilia ed in seguito alle pressioni del Maresciallo d'Italia Ugo Cavallero sul suo parigrado Slavko Kvaternik, il 26 luglio 1941 l'esercito croato dispose la costituzione di una Lako prevozni zdrug ("Brigata leggera motorizzata"), basata sul battaglione complementi 369º Reggimento e denominata in italiano Legione croata autotrasportabile. Stanziata a Varaždin, la Legione fu posta al comando del tenente colonnello Stjepan Neuberger. Nonostante la denominazione di "Brigata leggera", in realtà si trattava di un'unità di livello reggimentale organizzata su:
- comando legione
- battaglione fucilieri
  - compagnia comando
  - tre compagnie fucilieri
  - compagnia armi d'accompagnamento
- compagnia mortai da 81 mm
- compagnia cannoni d'accompagnamento
- compagnia complementi

Essa schierava inizialmente 45 ufficiali, 67 sottufficiali e 1009 militari di truppa. La definizione "autotrasportabile", nelle forze armate italiane, stava ad indicare che la compagnia di cannoni controcarro ed i servizi erano interamente motorizzati, mentre le compagnie fucilieri erano solo predisposte per l'autotrasporto e dovevano quindi ricorrere ai veicoli forniti di volta in volta dagli autoreparti delle unità superiori. Il trattamento economico era parificato a quello del personale nazionale; dopo l'invio in Italia ed in seguito in Russia, tutte le spese, dagli stipendi ai rifornimenti, erano erogati dagli enti italiani, che in seguito venivano rimborsati dallo stato croato; armamento, automezzi, animali ed equipaggiamenti erano invece a carico del Regno d'Italia.

### L'addestramento a Riva del Garda
Il trasferimento in Italia per la seconda fase di addestramento fu rimandato e la Legione venne impiegata in operazioni anti-partigiani agli ordini della 2ª Armata (SUPERSLODA), iniziando nel frattempo in novembre un ciclo di addestramento con otto ufficiali, otto sottufficiali ed alcuni graduati italiani, al fine di familiarizzare con armi, mezzi, procedure e tattiche del Regio Esercito. Pochi giorni prima della partenza il comandante Neuberger fu sostituito dal tenente colonnello Egon Žitnik. Il 17 dicembre l'unità arrivò finalmente a Riva del Garda e, dopo un intenso ciclo di addestramento, prestò giuramento al Duce, alla presenza di Cavallero e Kvaternik. Nell'aprile 1942 la Legione fu dichiarata pronta per il combattimento.

### L'arrivo in Russia

La Legione croata autotrasportabile passata in rassegna dal generale Giovanni Messe, comandante del CSIR. In primo piano un cannone da 47/32.

Il 16 aprile la Legione croata autotrasportabile arrivò in Russia ed il 18 aprile 1942 fu assegnata alla riserva di corpo d'armata del Corpo di spedizione italiano in Russia. Operativamente fu posta alle dipendenze della 3ª Divisione Celere "Principe Amedeo Duca d'Aosta", in sostituzione della 63ª Legione CC.NN. "Tagliamento", che doveva riordinarsi a causa delle perdite subite. Dall'autoreparto ricevette in dotazione il resto degli automezzi, ovvero 3 autovetture, 44 autocarri e 6 motocicli. Lo scambio delle consegne avvenne il 19 aprile; la legione venne assegnata alla riserva divisionale ma già alcuni giorni dopo una compagnia entrava in linea sull'ala sinistra della grande unità; l'11 maggio a Pervomajska la Legione ebbe il suo battesimo del fuoco, respingendo da sola un assalto sovietico; scontri sanguinosi si ebbero in giugno nelle località di Stokovo, Greko-Timofejevka e Veseli-Nikitovo, tutti conclusisi con la vittoria dei croati, anche se a prezzo di sensibili perdite. L'11 luglio, manovrando con il Gruppo Battaglioni CC.NN. "Tagliamento" (evoluzione organica della Legione omonima), travolgeva il nemico occupando Wessjelijì. Il 13 luglio la Legione croata ed il "Tagliamento", in vista dell'occupazione del bacino carbonifero di Bokowo Antrazit, passarono alle dirette dipendenze del XXXV Corpo d'Armata ed andarono a formare (insieme con il III Gruppo artiglieria a cavallo) il Raggruppamento "Mittica", che con la 9ª Divisione fanteria "Pasubio" inseguì i russi fino a Krasnaja Poljana. Importanti scontri coinvolsero i croati presso le località di Wladimirowka e Fjodorovka. A fine luglio la Legione oltrepassò il Donec, attestandosi sulla testa di ponte di Lubanskoje; il 25 agosto questa fu pesantemente investita dalla controffensiva russa; i legionari tennero la posizione, respingendo i sovietici e catturando centinaia di prigionieri, al costo di 8 caduti e 12 feriti.
In agosto 1942 giunse in Russia il comando del neocostituito Raggruppamento CC.NN. "3 gennaio", costituito in seno al XXXV Corpo d'Armata dal Gruppo Battaglioni CC.NN. "Tagliamento" e dal Gruppo Battaglioni CC.NN. "Montebello"; poiché quest'ultimo non era ancora giunto in teatro operativo, fu sostituito dalla Legione croata. Quando il "Montebello" arrivò e l'ARMIR si rischierò sul Don, la Legione venne trasferita tatticamente alle dipendenze della "Pasubio" (XXXV CdA).

### La prima battaglia del Don
Poco dopo aver occupato le posizioni sul Don, le linee italiane furono investite da una serie di attacchi sovietici, che si protrassero dal 20 agosto al 1º settembre. Il comando dell'8ª Armata dovette intervenire per sostenere il XXXV Corpo d'armata ed evitare il crollo del settore; quindi la Divisione celere, pur esausta per le precedenti operazioni, dovette nuovamente affluire in prima linea e, insieme al Battaglione Alpini Sciatori "Monte Cervino", alla Legione croata ed al 179º Reggimento granatieri tedesco, organizzò un contrattacco per contenere l'avanzata sovietica. I croati si batterono con grande sprezzo del pericolo, anche in combattimenti all'arma bianca, dimostrandosi «valorosi e degni compagni d'arme della "Pasubio"». La Legione continuò a fronteggiare il nemico al fianco del Raggruppamento CC.NN. "3 gennaio" ed all'3º Reggimento bersaglieri fino alla fine di ottobre, quando furono sostituiti dai reparti della 1ª Armata romena.

### La seconda battaglia del Don e l'ultimo assalto a Meschkoff
In forza alla 3ª Divisione Celere nonostante le insistenti richieste tedesche per aggregarla al XXIX Corpo d'armata germanico, la Legione prese parte alla seconda battaglia difensiva del Don, iniziata l'11 dicembre 1942. Il 20 dicembre essa, insieme al 3º Reggimento bersaglieri, mosse da Kalmikoff su Meschkoff. Quando le pattuglie riportarono la presenza di carri armati e fanterie nemiche, il comandante Zimik ed il colonnello Luigi Longo, comandante del 3º, decisero di impegnarsi in combattimento. Preso contatto a mezzogiorno, i combattimenti proseguirono violenti fino a notte inoltrata. Circondati dai russi nel villaggio di Meschkoff, croati e bersaglieri resistettero fianco a fianco fino al 22 dicembre. Tre compagnie di fucilieri e la compagnia mortai croate furono totalmente distrutte, così come i bersaglieri. Secondo la relazione ufficiale, tornarono indietro solo un ufficiale ed un soldato croato e nessun bersagliere. Molti erano morti, tanti altri erano caduti prigionieri dei sovietici; i russi riservarono un trattamento di favore a questi prigionieri, sia per affinità "etnica" sia perché avevano intenzione di formare anch'essi una legione. Poche settimane dopo, con la caduta di Stalingrado il 31 gennaio 1943, iniziava la disastrosa ritirata delle truppe dell'Asse e l'ARMIR cessava di esistere.
Lo scioglimento ufficiale della Legione croata autotrasportata fu disposto dallo Stato Maggiore il 13 aprile 1943. I superstiti rientrati in Italia dalla Russia furono rimpatriati, ad eccezione di un nucleo della 3ª Compagnia complementi, costituito dal capitano comandante, da un sottufficiale e da sei soldati, che sarebbero rimasti a Riva del Garda per curare la consegna dei materiali e lo smistamento dei reduci dal fronte e dei feriti dimessi.

### La seconda legione croata
Già il 15 settembre 1942 lo Stato Maggiore del Regio Esercito aveva disposto la formazione di due nuclei di istruttori, italiani e croati, che avrebbero dovuto curare a Riva del Garda l'addestramento di una prevista seconda legione croata. Dopo il rientro dalla Russia dei superstiti e lo scioglimento della prima unità, un'aliquota composta da un ufficiale, 13 sottufficiali e 133 militari fu inviata il 22 aprile 1943 a Karlovac per arruolare ed inquadrare le nuove reclute della classe 1923. Gli accordi tra il Comando Supremo ed il poglavnik prevedevano l'arruolamento di una nuova legione numericamente superiore alla prima, con 132 ufficiali, 182 sottufficiali, 3 745 soldati di truppa e 16 autieri (per un totale di 4 075 uomini). L'organigramma previsto era quello di una piccola brigata, formata da:
- reggimento fanteria:
  - due battaglioni fanteria,
  - compagnia mortai da 81 mm,
- gruppo artiglieria:
  - due batterie
- reparto misto genio
- battaglione complementi

Alla mobilitazione, fissata per il 5 giugno 1943, non seguì una effettiva operatività. Il deteriorarsi delle relazioni italo-croate, soprattutto in favore di quelle con la Germania nazista, portarono a vere e proprie operazioni di sabotaggio delle attività di arruolamento da parte di Ustascia e Domobranci. Con lo sbarco alleato in Sicilia in giugno e la destituzione di Mussolini il 25 luglio, le priorità italiane cambiarono radicalmente, in modo tale che venne meno ogni interesse ed ogni possibilità di attivare la seconda legione croata. Con l'annuncio dell'armistizio dell'8 settembre, i tedeschi provvidero a disarmare, oltre ai reparti italiani, anche i croati ancora in forza al deposito della Legione di Riva. Gli uomini che non si congendarono confluirono così nelle divisioni croate dello Heer.

## Bandiera di guerra

Ufficiali della Legione croata in posa con la bandiera di guerra.

La bandiera di guerra della Legione croata riprendeva colori e simboli della bandiera croata: il drappo consisteva di tre bande orizzontali di uguale dimensione, nei colori panslavi rosso, bianco e blu. Esso era bordato d'argento, con triangoli dei colori panslavi. Ai quattro spigoli, le lettere "U" di Ustascia.
Sul recto del drappo era presente lo stemma croato: uno scudo a scacchi rossi e bianchi debordante la fascia bianca, con il primo scacco bianco, sormontato dalla corona reale croata. Lo stemma era centrato sulla fascia bianca tra due fasci littori ed il motto Ustascia "Bog i Hrvati" ("Dio ed i Croati").
Il verso, anch'esso tricolore rosso-bianco-blu, portava il simbolo degli Ustascia tra due fasci littori ed il loro motto "Za dom spremni" ("Per la patria, pronti!"); il simbolo Ustascia era costituito dalla lettera "U" con al centro una granata caricata con lo stemma a scacchiera, il tutto incorniciato da un altro vecchio simbolo croato, un rombo formato da un intreccio di tre linee rosse.
Il puntale metallico, che sormontava l'asta ricoperta di velluto con bullette a spirale, riproduceva lo stesso simbolo Ustascia. Ad esso era fissato un cordoncino argento ed il fiocco, ovvero una fascia di seta con ricamato il nome dell'unità ("Lako prevozni zdrug") tra simboli Ustascia.

## Uniforme

Legionari e camicie nere. Il legionario al centro indossa l'uniforme dell'esercito croato con le mostreggiature della Legione e la bustina italiana con fregio legionario. Il legionario a destra indossa invece l'uniforme italiana.

Nella prima fase di addestramento in patria, come da accordi la vestizione del personale era a carico del governo di Zagabria. Quindi il personale impiegava le uniformi dell'esercito croato, con insegne di grado sul bavero e fascio littorio sul petto. Con l'arrivo a Riva del Garda, i legionari furono parzialmente riequipaggiati con uniformi grigioverdi italiane, con i distintivi di grado del Regio Esercito. L'uniforme legionaria riprendeva da quella della Milizia Volontaria per la Sicurezza Nazionale sia le mostreggiature, costituite dalle fiamme nere con fascetti littori sul bavero, sia il fregio sulla bustina, formato da un fascio tra due ali, sormontato da una stella d'Italia. Lo scudetto da braccio, cucito sulla manica sinistra, era metallico o in tessuto e riproduceva lo stemma a scacchiera sormontato dalla scritta "Hrvatska" ("Croazia"), comune a tutte le unità della Hrvatska legija.
Il distintivo pettorale, indossato sul taschino sinistro dell'uniforme, era in metallo smaltato ed era formato da uno scudo con sfondo azzurro Savoia diviso verticalmente in due da un fascio dorato sormontato da un'aquila. In alto a destra lo stemma dei Savoia e, diagonalmente a sinistra in basso, lo stemma croato, legati al fascio. In diagonale, su due righe, i due motti della Legione: quello italiano, "Per l'Italia alalà", e quello nazionalista croato "Za dom spremni". Sopra lo scudo, in lettere d'oro su sfondo bianco, le parole "Legione croata" nella metà con lo stemma reale italiano e "Hrvatska legija" in quella con lo stemma croato.

## Equipaggiamento
La Legione era equipaggiata con armi e buffetterie d'ordinanza del Regio Esercito, così come per le armi di accompagnamento e controcarro. L'armamento individuale e di reparto comprendeva:
- moschetto Carcano Mod. 38: otturatore girevole-scorrevole, calibro 6,5 mm, distribuito a tutta la truppa;
- pistola Beretta M34: semiautomatica, calibro 9 mm corto, per ufficiali ed altro personale come previsto per le truppe nazionali;
- elmetto M33.

L'armamento pesante di reparto previsto all'atto della costituzione era invece:
- 32 fucili mitragliatori Breda Mod. 30;
- 12 mitragliatrici Breda Mod. 37;
- 9 mortai da 45 mm Brixia Mod. 35;
- 7 mortai da 81 mm Mod. 35;
- 5 cannoni controcarro da 47/32 Mod. 1935.

La dotazione di quadrupedi ed automezzi prevista era anch'essa a carico del Regio Esercito ed era la seguente:
- 108 quadrupedi da soma;
- 3 autovetture;
- 39 autocarri leggeri;
- 5 motocicli;
- 14 biciclette.

## Comandanti
- Ten. Col. Stjepan Neuberger
- Ten. Col. Egon Žitnik